# تورو يوشيكاوا
تورو يوشيكاوا، لاعب كرة قدم ياباني، من مواليد 12 ديسمبر 1961 باليابان. لاعب سابق في صفوف نادي كاشيوا ريسول، كما لعب مباراة واحدة مع منتخب اليابان لكرة القدم.

## روابط خارجية
- تورو يوشيكاوا على موقع ناشيونال فوتبول تيمز (الإنجليزية)